# Frederick Chiluba
Frederick Chiluba (30. dubna 1943, Kitwe, Severní Rhodésie – 18. června 2011) byl zambijský politik, v letech 1991–2002 byl druhým prezidentem Zambie.

## Život
Frederick Chiluba se narodil v hornické rodině kmene Bemba. Rodinné poměry nedovolily Frederickovi dokončit školu. Pracoval nejprve jako dělník na plantážích v Tanganice, později po návratu do Zambie pracoval jako úředník a zároveň byl velmi aktivní v odborovém hnutí. Od roku 1975 byl prezidentem Zambian Congress of Trade Unions – Zambijského kongresu odborových svazů.
Jako odpůrce vlády Kennetha Kaundy se stal roku 1990 spoluzakladatelem tehdy ilegálního Movement for Multiparty Democracy (MMD), Hnutí za multipartijní demokracii. Brzy byl vládními úřady krátce zadržen. Po sérii veřejných nepokojů došlo v Zambii k uvolnění politického prostředí a Chiluba se stal vyzyvatelem prezidenta Kaundy ve volbách roku 1991. Kaunda byl poražen a Frederick Chiluba vstoupil do dějin jako druhý zambijský prezident.

### Frederick Chiluba prezidentem
Chilubova vláda čelila mnoha problémům – obvinění z korupce, štěpení vládní strany, stupňování etnických sporů. Nepopulární byly i nutné ekonomické reformy. Hlavním politickým oponentem se stal bývalý prezident Kaunda. Vláda se snažila opozici eliminovat nejrůznějšími obstrukcemi a tak mohl být Chiluba zvolen v opozicí bojkotovaných volbách do druhého funkčního období.
Zambie je jednou ze zemí nejvíc zasažených virem HIV. Chiluba jako první africký státník přiznal, že jeho příbuzný zemřel na AIDS. Tento krok byl vzhledem k tradičně bagatelizujícímu přístupu afrických vlád k této nemoci vnímán jako velmi důležitý.
Hlavní otázkou zambijské politiky v roce 2001 bylo, zda Chiluba sáhne k ústavní změně, která by mu umožnila třetí funkční období. Společnost i vládní strana byly v této otázce rozděleny. Chiluba se nakonec překvapivě rozhodl nekandidovat, vybral za MMD i překvapivého kandidáta – Levy Mwanawasu a sám se rozhodl zůstat pouze předsedou MMD.

### Život po odchodu z prezidentského úřadu
Po Mwanawasově zvolení se brzy ukázaly rozpory mezi ním a Chilubou. Mwanawasa zahájil vyšetřování praktik minulé vlády. Chiluba koncem března 2002 opustil vedení MMD, v témže roce byl zbaven imunity a o rok později zadržen a obviněn z korupce. Soud se dlouho vlekl a byl poznamenán řadou procedurálních rozporů a odročování. V září 2004 byl Chiluba zproštěn obvinění a propuštěn z vězení, avšak během několika hodin znovu na základě šesti nových obvinění zadržen.
| Prezident Zambie           | Prezident Zambie             | Prezident Zambie         |
| -------------------------- | ---------------------------- | ------------------------ |
| Předchůdce: Kenneth Kaunda | 1991– 2001 Frederick Chiluba | Nástupce: Levy Mwanawasa |